# Mark Hanson
Mark Hanson (ur. 2 grudnia 1946 w Minneapolis w stanie Minnesota) – główny biskup-lider Ewangelicko-Luterańskiego Kościoła w Ameryce (ELCA).
Jest absolwentem Minnehaha Academy z 1964, w 1968 podjął studia licencjackie z socjologii w Augsburg College. W 1974 został ordynowany i rozpoczął pracę w parafii luterańskiej w Minnesocie. W 1995 został wybrany biskupem ELCA. W latach 1988–2002 był przewodniczącym Minnesockiej Rady Kościołów. W latach 2003–2010 był przewodniczącym Światowej Federacji Luterańskiej.
Jego żona, Ione Hanson, jest pracownicą opieki społecznej. Hansonowie są rodzicami Aarona, Alyssy, Racheli, Ezra, Isaaca i Elizabeth, i dziadkami Naomi oraz Kingston.